# Першотравневе (Михайлівська селищна громада)
Першотравне́ве — село в Україні, у Михайлівській селищній громаді Василівського району Запорізької області. Населення становить 76 осіб. До 2017 року орган місцевого самоврядування — Михайлівська селищна рада.

## Географія
Село Першотравневе розташоване за 109 км від обласного центру та 44 км від районного центру. Найближче сусіднє село Плодородне (за 1 км). Поруч пролягає залізниця, станція Плодородна (за 2,5 км).

## Назва
Серед місцевих жителів та жителів сусідніх сіл поширеніша російськомовна назва рос. посёлок Первомайск. Також в історичних документах зустрічається російськомовна назва рос. посёлок 1-го Мая.

## Історія
Село засноване 1852 року. З 7 березня 1923 року село перебувало в складі Михайлівського району
14 грудня 2017 року, в ході децентралізації, Михайлівська селищна рада об'єднана з Михайлівською селищною громадою. 
12 червня 2020 року, відповідно до розпорядження Кабінету Міністрів України № 713-р «Про визначення адміністративних центрів та затвердження територій територіальних громад Запорізької області», затверджено склад Михайлівської селищної громади.
19 липня 2020 року, в результаті адміністративно-територіальної реформи та ліквідації Михайлівського району, село увійшло до складу новоутвореного Василівського району.
22 червня 2023 року рішенням Національної комісії зі стандартів державної мови віднесено до списку населених пунктів, які «можуть не відповідати лексичним нормам української мови», зокрема стосуватися «російської імперської чи колоніальної політики». Громаді рекомендовано обґрунтувати доцільність збереження поточної назви або  запропонувати нову назву в установленому законодавством порядку